# مارك توكر
مارك س. توكر (وُلد في عام 1939) هو الرئيس والمدير التنفيذي لدى المركز القومي للتعليم والاقتصاد. وهو خبير مشهور وعالم في مجال إصلاح التعليم ورائد في وضع السياسات والممارسات للدول التي تمتلك أفضل النظم التعليمية في العالم.
وقد نشر توكر مؤخرًا تقريرًا حول تقييم التعليم الدولي بعنوان الوقوف على أكتاف العمالقة: أجندة أمريكية للإصلاح التعليمي(Standing on the Shoulders of Giants: An American Agenda for Education Reform). أما أحدث كتبه، وهو تجاوز شنغهاي (Surpassing Shanghai)، فقد نُشر في دار نشر هارفارد التعليمية في نوفمبر 2011. ويهدف كتاب «تجاوز شنغاهاي»، وفقًا للناشر، إلى تقديم إجابة لسؤالٍ بسيط وهو: كيف يمكن إعادة هيكلة النظام التعليمي الأمريكي إذا كان الهدف من ذلك هو الاستفادة من كل شيء تعلمناه من الدول التي تمتلك أفضل النظم التعليمية في العالم؟ [1] ومع ذلك، يقول جاي جرين مناقشًا منهجية «أفضل الممارسات»، إنها منهجية معيبة ويحتمل أن تُنتج سياسات سيئة.
وقد أثر توكر تأثيرًا كبيرًا في إنشاء الهيئة القومية لوضع معايير التعليم المهني، ولجنة مهارات القوى العاملة الأمريكية، واللجنة الجديدة لمهارات القوى العاملة الأمريكية،[2]، فضلاً عن اتحاد المعايير الجديدة [3]، والهيئة القومية لمعايير المهارات، و«اختيار أمريكا» [4] (وهو برنامج شامل للإصلاح المدرسي)، علاوةً على تأثيره في المعهد القومي لريادة المدارس [5](وهو منظمة تدريبية لريادة المدارس) وبرنامج أنظمة الاختبارات الموسعة. وقد أدلى السيد توكر برأيه كثيرًا أمام الكونغرس الأمريكي ومجالس الدولة التشريعية.
وقد عمل مسبقًا كمديرٍ تنفيذي في منتدى كارنجي لشئون التعليم والاقتصاد؛ ورئيسًا في الهيئة القومية لمعايير التعليم المهني، ومساعد مدير في المعهد القومي للتعليم في وزارة التعليم الأمريكية؛ فضلاً عن كونه أستاذًا للتعليم في جامعة روتشستر.
وقد وُلد توكر في نيوتون، بماساتشوستس. وقد حصل على درجة البكالريوس في الفلسفة والأدب الأمريكي من جامعة براون عام 1961. وبعد ذلك درس هندسة المسرح والإنتاج الفني المسرحي في مدرسة جامعة يال للدراما ثم تابع دراساته العليا ليحصل على الماجيستير في سياسة الاتصالات عن بعد من جامعة جورج واشنطن وتخرج عام 1982.

## قائمة المصادر
- Tough Choices or Tough Times: The Report of the New Commission on the Skills of the American Workforce, published in 2006, Jossey-Bass. رقم دولي معياري للكتاب 978-0787995980.
- with Judy Codding, The Principal Challenge: Leading and Managing Schools in an Era of Accountability, published in 2002, Jossey-Bass. ISBN 978-0787964474
- America’s Choice: high skills or low wages!, published in 1990, National Center on Education and the Economy. رقم دولي معياري للكتاب 978-0962706301.
- with Ray Marshall, Thinking for a Living: Education and the Wealth of Nations, published in 1993, Basic Books. رقم دولي معياري للكتاب 978-0465085576.
- A Nation Prepared: Teachers for the 21st Century, published in 1986, Carnegie Forum on Education. رقم دولي معياري للكتاب 978-0961668501.
- with Judy Codding, Standards for Our Schools: How to Set Them, Measure Them, and Reach Them, published in 2002, Jossey-Bass. رقم دولي معياري للكتاب 978-0787964283.

## وصلات خارجية
[1] Harvard Education Press 

[2] New Commission on the Skills of the American Workforce 

[3] North Central Regional Educational Laboratory 

[4] America’s Choice 

[5] National Institute for School Leadership